# Ancylolomia caffra
Ancylolomia caffra là một loài bướm đêm trong họ Crambidae.